# Helmut Richard Niebuhr
Helmut Richard Niebuhr (ur. 3 września 1894, zm. 5 lipca 1962) – amerykański teolog i etyk protestancki, duchowny Zjednoczonego Kościoła Chrystusa, czołowy reprezentant amerykańskiej neoortodoksji. Był młodszym bratem Reinholda Niebuhra.
Najsłynniejszym jego dziełem jest książka Christus and Culture (wyd. polskie: Chrystus a kultura, tłum. Andrzej Pawelec, Kraków 1996). Za sprawą wydanej w 1929 książki pt. The Social Sources of Denominationalism przyczynił się do rozpowszechnienia pojęcia „denominacja religijna”, określającego typ organizacji religijnej, pośredniej między Kościołem a sektą.

## Życiorys
W 1912 ukończył studia w Elmhurst College, a w 1915 w Eden Theological Seminary. W 1918 uzyskał magisterium na Uniwersytecie Waszyngtona w St. Louis, a doktorat w 1924 na Uniwersytecie Yale. W 1916 został ordynowany na pastora. W latach 1931–1962 był profesorem Yale Divinity School. 

## Główne dzieła
- The Social Sources of Denominationalism (1929)
- The Kingdom of God in America (1937)
- The Meaning of Revelation (1941)
- Christ and Culture (1951)
- The Purpose of the Church and Its Ministry (1956)
- Radical Monotheism and Western Culture (1960)
- The Responsible Self (pośmiertnie: 1962)
- Faith on Earth. An Inquiry into the Structure of Human Faith (1989)